# Lotus corniculatus
Lotus corniculatus, cunoscută popular sub numele de ghizdei mărunt, este o plantă cu flori din familia Fabaceae. Este o plantă furajeră și meliferă, găsită prin fânețe și pășuni, de la câmpie până la munte.

## Descriere
Este o plantă erbacee perenă. Înălțimea plantei este variabilă, de la 15 la 65 cm.
Florile înfloresc din iunie până în septembrie și se dezvoltă în păstăi mici.

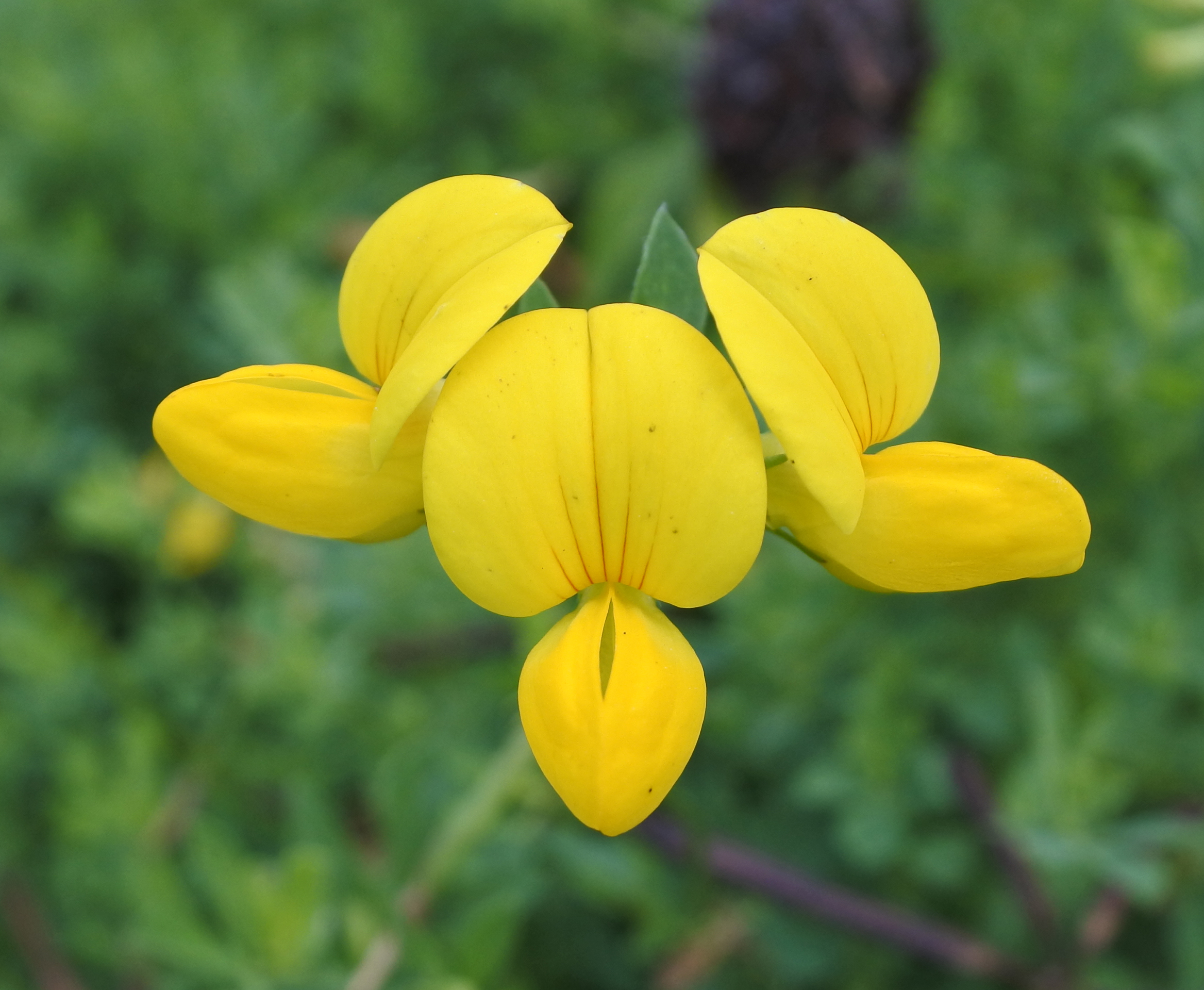
Flori de Lotus corniculatus în sud-estul statului Minnesota (sfârșitul lunii iulie 2016)

## Utilizări
Este folosită în agricultură ca plantă furajeră, cultivată pentru pășune, fân și siloz . Este un furaj de înaltă calitate care nu provoacă balonare la rumegătoare. 
O varietate cu flori duble este cultivată ca plantă ornamentală . Este inclusă în mod regulat ca o componentă a amestecurilor de flori sălbatice din Europa . De asemenea, poate preveni eroziunea solului și poate oferi un habitat bun pentru fauna sălbatică. 